# Krušetnica
Krušetnica (in ungherese Krusetnica) è un comune della Slovacchia facente parte del distretto di Námestovo, nella regione di Žilina.